# Ricardo Horta
Ricardo Jorge Luz Horta (* 15. September 1994 in Sobreda) ist ein portugiesischer Fußballspieler.

## Karriere

### Im Verein
Ricardo Horta spielte als Jugendlicher einige Jahre für Benfica Lissabon, ehe er 2011 in die Jugendabteilung von Vitória Setúbal wechselte. Am 7. April 2013 debütierte er im Rahmen 1:2-Auswärtsniederlage gegen den Rio Ave FC in der Primeira Liga. Im Mai 2013 unterschrieb er bei Vitória Setúbal einen Fünfjahresvertrag bis zum 30. Juni 2018. Zur Saison 2014/15 wechselte er zum spanischen Erstligisten FC Málaga.

### In der Nationalmannschaft
Im April 2013 debütierte Horta in der portugiesischen U-19-Nationalmannschaft. Im Juli desselben Jahres nahm er an der U-19-Europameisterschaft teil. Am 7. September 2014 spielte er im Rahmen einer 0:1-Niederlage im EM-Qualifikationsspiel gegen Albanien erstmals für die A-Nationalmannschaft. Am 2. Juni 2022, knapp acht Jahre später, kam Horta zu seinem zweiten Länderspieleinsatz und traf gegen Spanien in der Nations League zum 1:1-Endstand.